# Antonio Di Benedetto
Antonio Di Benedetto (2 de novembro de 1922, Mendoza - † 10 de outubro de 1986, Buenos Aires) foi um jornalista e escritor argentino.

## Carreira
Di Benedetto começou escrevendo e publicando histórias em sua adolescência, inspirado por outros autores como Fyodor Dostoevsky e Luigi Pirandello.
O romance Mundo animal, publicado em 1953, foi seu primeiro trabalho, o qual recebeu numerosos prêmios. Escreveu cinco novelas, sendo a mais famosa Zama, publicada em 1959 e considerada sua obra-prima. Também publicou Os suicidas em 1969, uma crônica repleta de melancolia, escrita em frases curtas. 
O escritor argentino Jorge Luis Borges, considerado um dos mais autores importantes da américa latina, disse sobre ele:

"...Escreveu páginas essenciais que me emocionaram e que seguem emocionando-me..."

Os críticos compararam seus trabalhos ao nível de outros importantes escritores como Franz Kafka, Alain Robbe-Grillet, Julio Cortázar e Ernesto Sabato.
Durante a ditadura militar argentina de Jorge Videla, foi perseguido, detido e torturado. Ao recuperar sua liberdade decidiu exiliar-se na Espanha e finalmente regressou a seu país em 1984.
Apesar de seus numerosos reconhecimentos e de visitar vários países, nunca adquiriu a fama de outros autores do boom latino-americano, já que suas obras não foram traduzidas para muitos idiomas.

## Na cultura
Seu livro Zama foi adaptado para o cinema dirigido por Lucrecia Martel em 2017.

## Obras

### Romances
- El pentágono (1955, reeditado como Anabella em 1974)
- Zama (1956), traduzida em inglês em 2016 por Esther Allen, publicada por The New York Review of Books
- El silenciero (1964), traduzida em alemão em 1968 por la Suhrkamp de Fráncfort del Meno.
- Los suicidas (1969)
- Sombras, nada más (1985)
- Trilogía de la espera (2011, El Aleph). Contém Zama, El silenciero e Los suicidas.

### Contos
- Mundo animal (1953, contém quinze contos: Mariposas de Koch, Amigo enemigo, Nido en los huesos, Es superable, Reducido, Trueques con muerte, Hombre-perro, En rojo de culpa, Las poderosas improbabilidades, Volamos, Sospechas de perfección, Algo del misterio, Bizcocho para polillas, La comida de los cerdos e Salvada pureza)
- Grot (1957, reeditado como Cuentos claros en 1969)
- Declinación y ángel (1958), ilustrado por Enrique Sobisch.
- El cariño de los tontos (1961, contém os contos: Caballo en el salitral, El puma blanco e El cariño de los tontos)
- Two stories (1965)
- El juicio de Dios (Orión, 1975) (antologia)
- Absurdos (1978)
- Caballo en el salitral (Bruguera, 1981) (antologia)
- Cuentos del exilio (1983)
- Mundo Animal. El cariño de los tontos (2000, Adriana Hidalgo Editora. Contém os contos publicados em Mundo animal e El cariño de los tontos)
- Cuentos completos (2006, Adriana Hidalgo Editora)